# Leitura (livraria)
Leitura é uma rede de livrarias existente no Brasil, que comercializa mais de 100 mil itens entre livros, CDs, DVDs, games, informática, papelaria e presentes.

## História

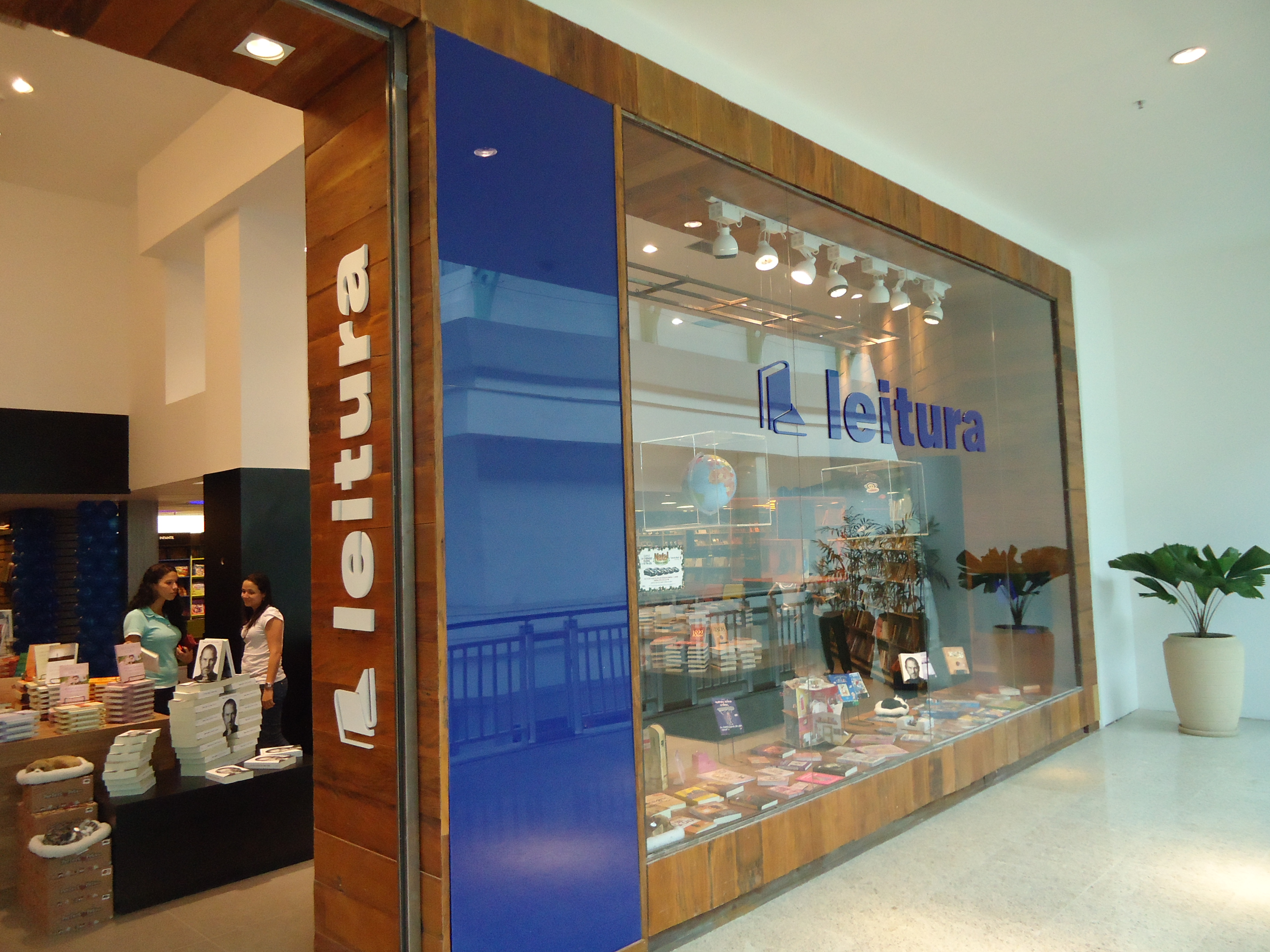
Fachada da Livraria Leitura no Salvador Norte Shopping em Salvador, Bahia.

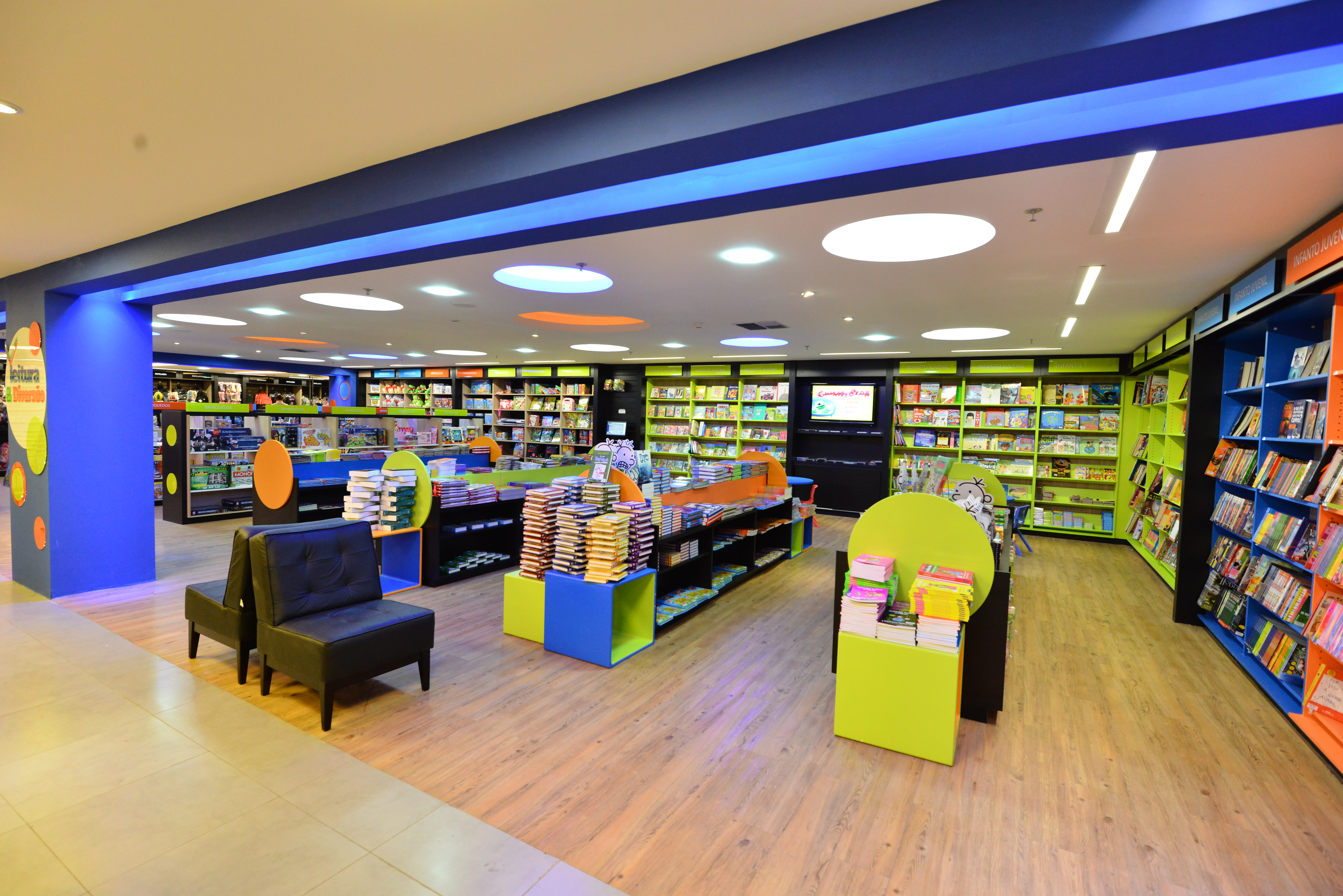
Visão do espaço infantil da Livraria Leitura do Shopping da Ilha em São Luís, Maranhão.

Foi inaugurada em 1967 como um pequeno sebo por Emídio Teles então com 17 anos, com o nome de "Livraria Lê", na Galeria Ouvidor, tradicional centro de vendas de livros novos e usados no centro de Belo Horizonte. Seu nome foi alterado em 1975 para "Leitura", nome que permanece até hoje.
Em 1980 foi aberta a primeira filial da empresa, e as lojas começam a comercializar, além de livros, produtos de papelaria, e em 2000 a empresa inaugurou a primeira filial fora do estado de Minas Gerais, no Shopping Píer 21, em Brasília.
Sobre a virtualização crescente do mundo, o irmão do fundador e atual sócio-diretor Marcus Teles afirma:

Apesar de todo mundo estar falando em livro digital, estamos abrindo lojas para vender livros e CDs, que disseram que iam acabar. Começamos (2013) com 36 lojas e devemos terminar com 43.
Em 2017 a Livraria Leitura da Avenida Paulista em São Paulo encerrou suas atividades. Os altos custos, de IPTU eram R$ 30 mil por exemplo, e o baixo retorno foram alguns dos motivos apontados para o fechamento do prédio. Marcus Teles disse que, "A loja custava três vezes mais do que as filiais em cidades como Teresina e Maceió e ainda vendia menos".

## Estrutura
A rede conta hoje, com 94 lojas distribuídas em 21 unidades da Federação, sendo 24 no estado de Minas Gerais e o restante pelo país. As lojas são centros de cultura e entretenimento. As megastores contam com espaços de entretenimento como cafés, ambientes para leitura, sessões de autógrafos e eventos culturais.
Em 2021 a maior loja da rede era a do Shopping RioMar, em Fortaleza (CE), com quase 2 mil metros quadrados.
A Livraria Leitura é a maior rede de livrarias no varejo físico do país, e avançou nas vendas online. A loja virtual da companhia já respondia em 2022 por cerca de 7% das vendas totais, e vendia mais do que qualquer unidade física da rede. 

### D+ Casa & Presentes
Foi inaugurado em 4 de dezembro de 2016 no Minas Shopping, a loja D+ Casa & Presentes, novo investimento do Grupo Leitura no mercado varejista. A loja é voltada para os produtos como: decoração, presentes e utilidades do lar. O conceito é inspirado no modelo internacional store in store (loja dentro da loja).